# Argenis Moreira
Erwin Argenis Moreira Alcivar (Manta, Ecuador; 15 de junio de 1987) es un futbolista ecuatoriano. Juega de defensa y su actual equipo es Club deportivo Grecia de la Segunda Categoría de Ecuador.

## Clubes
| Club                  | País      | Año       |
| --------------------- | --------- | --------- |
| Delfín S. C.          | Ecuador   | 2003-2007 |
| Técnico Universitario | Ecuador   | 2008      |
| Macará                | Ecuador   | 2009-2010 |
| Liga de Quito         | Ecuador   | 2011      |
| Técnico Universitario | Ecuador   | 2012      |
| Deportivo Cuenca      | Ecuador   | 2013      |
| Mushuc Runa           | Ecuador   | 2014-2015 |
| Liga de Portoviejo    | Ecuador   | 2016      |
| Colón F. C.           | Ecuador   | 2017      |
| Gualaceo S. C.        | Ecuador   | 2018      |
| Manta F. C.           | Ecuador   | 2019-2021 |
| Búhos ULVR            | Ecuador   | 2022      |
| Club deportivo Grecia | 2022-act. |           |